# Hyptia harpyoides
Hyptia harpyoides är en stekelart som beskrevs av Bradley 1908. Hyptia harpyoides ingår i släktet Hyptia och familjen hungersteklar. Inga underarter finns listade i Catalogue of Life.